# Привокзальное (Харьковская область)
Привокза́льное (укр. Привокзальне) — село в Валковской городской общине Богодуховского района Харьковской области Украины.
Код КОАТУУ — 6321256005. Население по переписи 2001 г. составляет 510 (238/272 м/ж) человек.

## Географическое положение
Посёлок Привокзальное примыкает к посёлку Газовое, железнодорожная станция Мерчик.
К посёлку примыкает большой лесной массив (дуб) (урочище Круглое) в котором берет начало река Криворотовка.
Рядом проходит автомобильная дорога Т-2104.